# کوریدوراس شوارتز
کوریدوراس شوارتز (Corydoras schwartzi)، یک ماهی آب شیرین گرمسیری متعلق به زیر خانواده کوریدوراس و از خانواده گربه‌ماهیان زره‌دار است. خاستگاه آن آبهای داخلی آمریکای جنوبی و در حوضه رودخانه پوروس در کشور برزیل میباشد. 
طول ماهی حداکثر به ۳٫۹ سانتیمتر میرسد. با توجه به زیستگاه اصلی ماهی که دارای آب و هوای گرمسیری میباشد، آبی با پی‌اچ ۶٫۰ تا ۸٫۰، سختی آب بین ۲ تا ۲۵ dGH و محدوده دمایی حدود ۲۲ تا ۲۶ درجه سانتیگراد مناسب است. از کرم ها، سخت پوستان کف بستر، حشرات و مواد گیاهی تغذیه می کند. کوریدوراس شوارتز در آکواریومی با پوشش گیاهی متراکم تخمگذاری میکند و نر و ماده از تخم ها محافظت نمی کنند. ماهی ماده ۲ تا ۴ عدد تخم را بین باله های لگن خود نگه می دارد، و جنس نر آنها را در طول مدت حدود ۳۰ ثانیه بارور می کند. سپس ماهی ماده با شنا کردن به یک نقطه مناسب تخم های بسیار چسبنده را می چسباند. نر و ماده این فرآیند را تا زمانی که حدود ۱۰۰ تخم بارور شده را به مکانهای مختلف بچسبانند تکرار می کند.

## همچنین ببینید
- لیست گونه های ماهی آکواریومی آب شیرین

## مراجع
- Froese, Rainer, and Daniel Pauly, eds. (2011). "Corydoras schwartzi" in FishBase. December 2011 version.

## لینک های خارجی
- Photos at Fishbase